# 清原利見
清原 利見（きよはら の としみ）は、平安時代初期から前期にかけての皇族・貴族。もと利見王を名乗るが臣籍降下して清原真人姓を称した。官位は従五位上・散位頭。

## 経歴
嘉祥2年（849年）従五位下に叙爵。嘉祥3年（850年）文徳天皇の即位を告げるために伊勢太神宮に派遣される。仁寿3年（853年）少納言、斉衡3年（856年）従五位上に叙任された後、清原真人を与えられ臣籍降下する。
文徳朝末の天安2年（858年）には、正月に石見守、2月に大膳大夫、3月には越後守と短期間に内外の諸官を転々とした。
清和朝の貞観8年（866年）散位頭に任ぜられている。

## 官歴
『六国史』による。
- 時期不詳：正六位上
- 嘉祥2年（849年） 正月7日：従五位下
- 仁寿3年（853年） 8月8日：少納言
- 斉衡3年（856年） 正月7日：従五位上
- 時期不詳：臣籍降下（清原真人）
- 天安2年（858年） 正月16日：石見守。2月5日：大膳大夫。3月13日：越後守
- 貞観8年（866年） 2月13日：散位頭